# The World of Hans Zimmer - A Symphonic Celebration
The World of Hans Zimmer - A Symphonic Celebration is een livealbum van Hans Zimmer. Het album bevat de liveregistratie van het concert in het Wiener Konzerthaus in Wenen in 2018, als onderdeel van het muzikale gala Hollywood in Vienna. Het album werd uitgebracht op 15 maart 2019 door Sony Classical.
De registratie verscheen in 2021 op blu-ray, getiteld The World of Hans Zimmer - live at Hollywood in Vienna.

## Achtergrond
De partituur bevat Zimmers grote successen en werd uitgevoerd door het ORF Vienna Radio Symphony Orchestra met koor onder leiding van Martin Gellner. Zimmer was aanwezig in de zaal en ontving na afloop de Max Steiner Film Music Achievement Award. Bij het nummer "Time" speelt Zimmer mee op de gitaar.
Aanvullend arrangement komt van Steve Mazzaro. Zimmers frequente medewerkers die aan het concert hebben bijgedragen waren muzikaal leider Gavin Greenaway, zangeres Lisa Gerrard en multi-instrumentalist Pedro Eustache, samen met de beroemde operazangeres Valentina Nafornita.

## Tracklijst
| Nr. | Titel                                                      | Duur |
| --- | ---------------------------------------------------------- | ---- |
| 1.  | The Dark Knight Orchestra Suite                            | 6:08 |
| 2.  | King Arthur Orchestra Suite                                | 3:49 |
| 3.  | Mission: Impossible II Orchestra Suite: Part I: Nyah       | 5:07 |
| 4.  | Mission: Impossible II Orchestra Suite: Part II: Injection | 4:49 |
| 5.  | Pearl Harbor Orchestra Suite                               | 5:05 |
| 6.  | Rush Orchestra Suite - Lost But Won                        | 6:19 |
| 7.  | The Da Vinci Code Orchestra Suite: Part I                  | 6:29 |
| 8.  | The Da Vinci Code Orchestra Suite: Part II                 | 5:14 |
| 9.  | The Da Vinci Code Orchestra Suite: Part III                | 4:28 |
| 10. | The Da Vinci Code Orchestra Suite: Part IV                 | 4:24 |

| Nr. | Titel                                                                                                  | Duur |
| --- | --- | ---- |
| 1.  | Madagascar Orchestra Suite - Best Friends                                                              | 2:26 |
| 2.  | Spirit Orchestra Suite                                                                                 | 7:21 |
| 3.  | Kung Fu Panda Orchestra Suite - Oogway Ascends                                                         | 2:06 |
| 4.  | The Holiday Orchestra Suite                                                                            | 7:32 |
| 5.  | Hannibal Orchestra Suite - To Every Captive Soul                                                       | 7:00 |
| 6.  | The Lion King Orchestra Suite                                                                          | 8:56 |
| 7.  | Gladiator Orchestra Suite: Part I: The Wheat / The Battle                                              | 5:27 |
| 8.  | Gladiator Orchestra Suite: Part II: Elysium                                                            | 5:38 |
| 9.  | Gladiator Orchestra Suite: Part III: Now We Are Free                                                   | 4:14 |
| 10. | Inception Orchestra Suite - Time                                                                       | 4:47 |
| 11. | Pirates Of The Caribbean Orchestra Suite: Part I: Don't Think Now Is The Best Time / At Wit's End 7:06 | 7:06 |
| 12. | Pirates Of The Caribbean Orchestra Suite: Part II: Drink Up Me Hearties Yo Ho                          | 2:50 |

## Hitnoteringen

### VlaamseUltratop 200 Albums
| Positie: | 66 | 133 | 38 | 88 | 113 | uit | 55 | 105 | 192 | 145 | 143 | 135 | 117 | uit | 70 | uit |